# Jezioro Przytulskie
Jezioro Przytulskie (Gąski, dawniej Kukówskie) – jezioro znajdujące się w dorzeczu Biebrzy i rzeki Ełk.
Położone na terenie gmin: Ełk, Świętajno i Olecko, w obrębie Pojezierza Ełckiego.

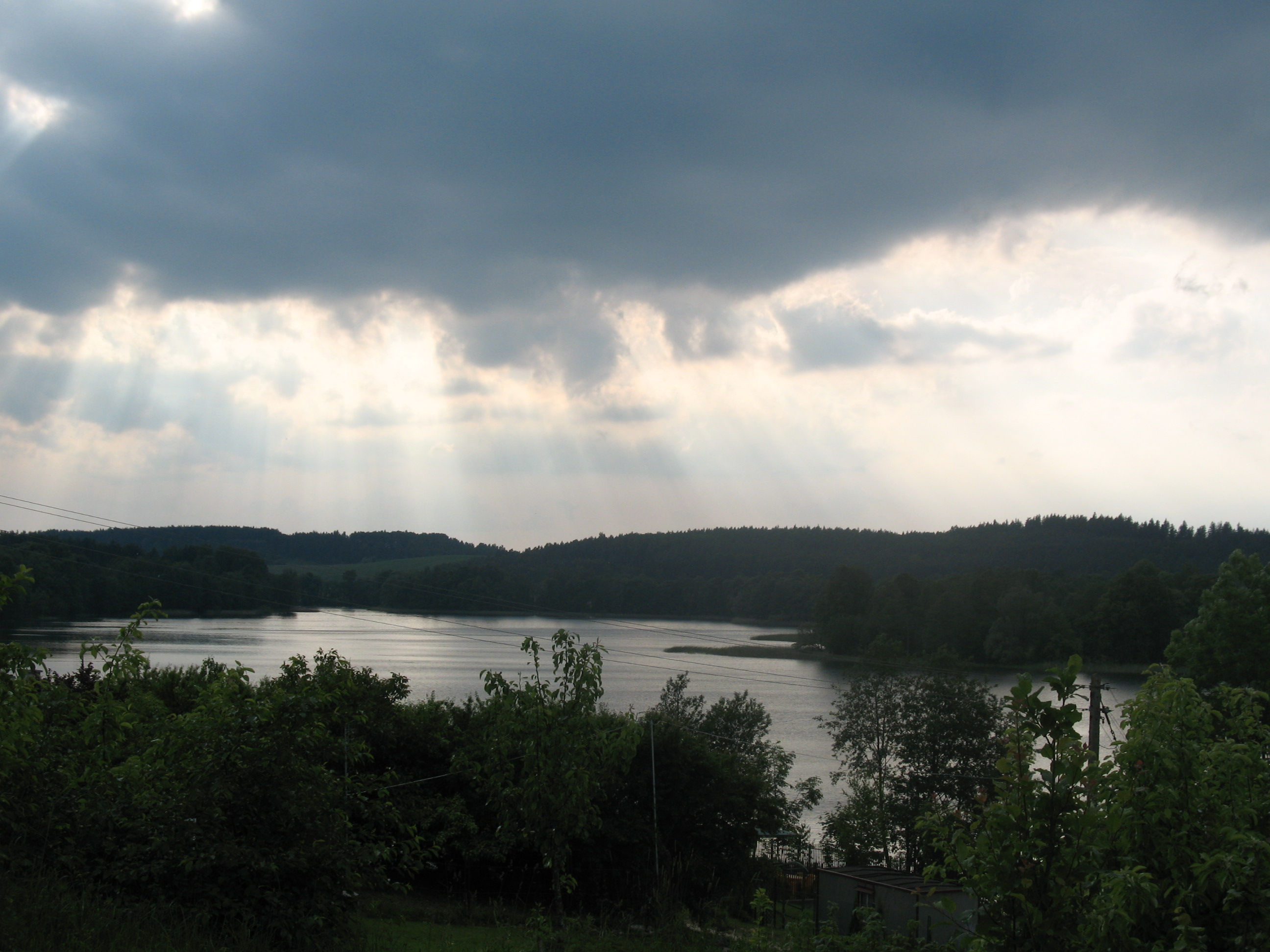
Widok na Wyspę

Jest to zbiornik rynnowy o dobrze rozwiniętej linii brzegowej. Powierzchnia zwierciadła wody wynosi 193,9 ha, głębokość maksymalna 19 m, głębokość średnia 7,7 m, objętość 14 941,2 tys. m³, a powierzchnia zlewni całkowitej 22,7 km². Jezioro składa się z trzech wyraźnie oddzielonych plos. Rośliny naczyniowe wynurzone stanowią 7,9% powierzchni lustra wody, a prawie 30% roślinność o liściach pływających i zanurzonych. Misa jeziora ma strome brzegi i urozmaicone dno. Zlewnia jeziora jest odwadniana przez gęstą sieć niewielkich cieków i rowów melioracyjnych. W obrębie zlewni występują zbiorniki: Rydzewo i Krzywionka oraz dwa stawy hodowlane. Jest to zbiornik o typie rybackim leszczowym. Zbiornik nie posiada zarejestrowanych źródeł zanieczyszczeń. Na pobliskich terenach przeważają użytki rolne.
Linia brzegowa o długości 11 650 metrów jest postrzępiona, tworzy zatoki i półwyspy. W najszerszym miejscu zbiornik ten ma 675 metrów. Jezioro jest otoczone pastwiskami, zabudową wiejską, polami uprawnymi i niewielkimi skupiskami drzew. Brzeg jeziora porasta twarda roślinność, głównie trzcina pospolita Przytulskie znajduje się w strefie ciszy. Nad brzegami leżą wsie: Leśniki, Przytuły i Gąski.
Na jeziorze znajduje się wyspa Krowia Kępa o powierzchni 1,3 ha. W jej okolicach rozwija się roślinność wynurzona i podwodna.
Jezioro typu sielawowego (teraz niemal nie występuje pogłowie siei). Jezioro bardzo atrakcyjne wędkarsko – latem i zimą. Dno jeziora zróżnicowane, przy brzegach przeważnie twarde, piaszczyste. Dzięki temu, że dno zbiornika jest trudne, „pagórkowate”, występuje dużo okonia i płoci. Brzegi słabo dostępne. Stan sanitarny zbiornika odpowiada I klasie czystości, jest jeziorem umiarkowanie podatnym na degradację (II kategoria), niekorzystny dla niego jest mały stopień stratyfikacji wód, niski stosunek objętości zbiornika do linii brzegowej i zagospodarowanie zlewni linii brzegowej. Pozytywna dla jeziora jest mała powierzchnia zlewni całkowitej, mała powierzchnia dna czynnego w stosunku do objętości epilimnionu, niski współczynnik wymiany wody w ciągu roku oraz umiarkowana głębokość średnia.

## Rośliny i zwierzęta
W jeziorze występują: trzcina, moczarka kanadyjska, ramienice, rdestnice, jaskier krążkolistny, a wśród ryb: płoć, leszcz, węgorz, okoń, szczupak, karp, wzdręga, karaś, nielicznie sieja, sielawa.